# 印第安纳航空216号班機空難
印第安纳航空 216 号班機空難是在 1977 年 12 月 13 日美国中部标准时间 19:22發生的事故。所使用的道格拉斯 DC-3 飞机（注册号 N51071）搭載要前往田纳西州默弗里斯伯勒比賽的埃文斯维尔大学紫色王牌篮球队，從印第安纳州埃文斯维尔的埃文斯维尔地區機場飛往纳什维尔国际机场，但在起飛後不久就失去控制并坠毁。   
美国国家运输安全委员会調查認為墜機原因為飞行员在起飞前沒有拆除右副翼和方向舵上的阵风锁（gust lock），以及行李超载；報告指出如果僅出現其中一個問題，飞机可能还能继续飞行。但過重的行李使飞机的重心向後转移，而锁死的方向舵和副翼使得超重的飞机无法控制。
由於助理教練正在擔任球探，教練團只有總教練鲍比·沃森登機。體育主管吉姆·拜尔斯因面試一名棒球隊員候選人而未登機。救援人員到場時有四名乘客仍有呼吸，但其中三人當場死亡，一人在事故發生數小時後過世。  全隊只有 18 歲的新生大衛·弗爾 (David Furr)逃過一劫；他因腳踝受傷而未能參加該賽季的比賽，故未登機。事故發生兩週後，弗爾和弟弟拜倫在伊利诺伊州牛顿附近的一場車禍中喪生，結果 1977 年度的埃文斯維爾隊全體隊員全部喪生。 該賽季的後續比賽取消。

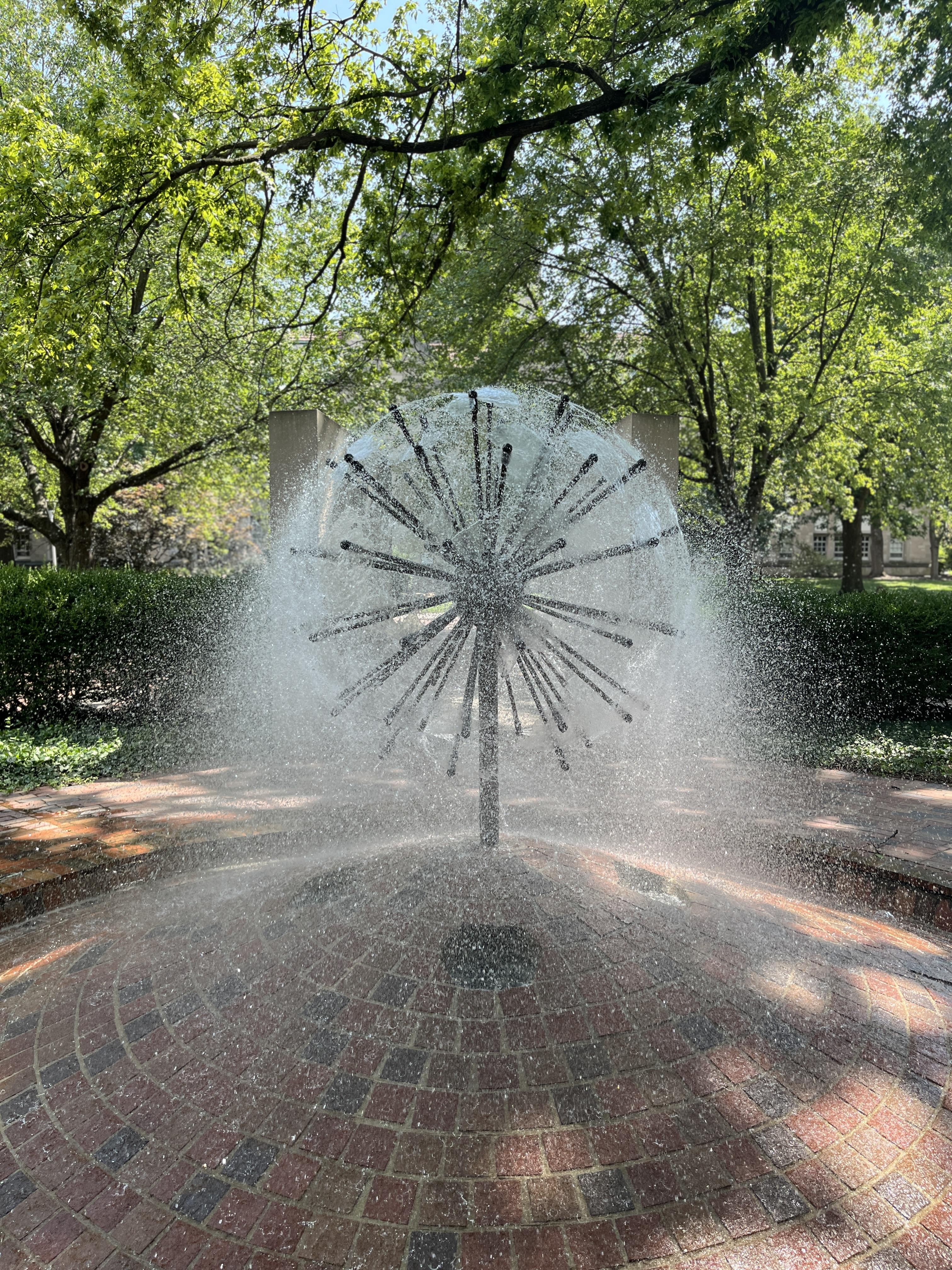
埃文斯维尔大学的“哭泣篮球”喷泉纪念碑，纪念印第安纳航空 216 航班墜機事件。

埃文斯維爾大學建造了一座紀念碑，名為「哭泣籃球」。石板上錮刻著罹難球員的名字，也包括弗爾。紀念碑上最後一個名字是戈德設備公司的查爾斯·戈德，他受朋友鮑勃·哈德森邀請同機前往。碑上還錕刻了校長華萊士·格雷夫斯在追悼會上悼詞的摘錄：「我們將從此刻的痛苦中再起」。紫色王牌隊目前的主場（福特中心）也有一座紀念碑。 

## 机组
- 机组人员： [8]
  - 飞行员——Ty Van Pham（42岁）
  - 副驾驶——加斯顿·鲁伊斯（35岁）